# Katastrofa lotu Aerofłot 902
Katastrofa lotu Aerofłot 902 – katastrofa lotnicza, która wydarzyła się 30 czerwca 1962 roku w okolicach Krasnojarska. W wyniku katastrofy samolotu Tupolew Tu-104 należącego do linii lotniczych Aerofłot, śmierć poniosły 84 osoby (76 pasażerów oraz 8 członków załogi) - wszyscy na pokładzie.
Tupolew Tu-104 (nr rej. CCCP-42370) odbywał lot na linii Chabarowsk – Irkuck – Omsk – Moskwa. Samolot wystartował z lotniska w Irkucku. Po godzinie lotu, o 20:50 czasu lokalnego, piloci zdali raport kontrolerom lotów w Krasnojarsku. Tupolew znajdował się wówczas 50 kilometrów od miasta. Trzy minuty później kontrolerzy lotów usłyszeli, jak drugi pilot usiłuje się z nimi skontaktować, jednak łączność została przerwana. Po chwili maszyna zniknęła z radarów. Tupolew rozbił się 25 kilometrów od Krasnojarska. Samolot zderzył się z ziemią w położeniu odwróconym. Spośród 84 osób przebywających na pokładzie, nikt nie przeżył.
Według oficjalnego raportu, przyczyną katastrofy był błąd pilota, który utracił kontrolę nad samolotem. Nie ustalono powodu utraty kontroli, ale brano pod uwagę dezorientację przestrzenną, pożar na pokładzie i inne czynniki. Nieoficjalnie uważa się, że Tupolew mógł zostać trafiony pociskiem przeciwlotniczym, o czym świadczyły uszkodzenia kadłuba. Maszyna miała wlecieć w obszar ćwiczeń wojskowych i zostać przypadkowo zestrzelona. Tezy tej nigdy oficjalnie nie potwierdzono.